# 向笠康二郎
向笠 康二郎（むかさ こうじろう、1986年 ‐ ）は、日本の気象予報士。オフィス気象キャスター所属。

## 経歴
神奈川県湯河原町出身。
幼い頃から気象に興味を持ち、北海道での大学生活中に気象予報士の資格を取得。
卒業後、システムエンジニアとして2年間勤務したのち、気象キャスターを目指すため転職。
2015年から6年間、NHK水戸放送局の気象キャスターとして勤務し、2021年から「NHKニュース7」の土日・祝日の気象情報を担当。

## 現在の出演番組
- NHKニュース7（土・日・祝日担当）（NHK総合：2021年4月3日 - ）

## 過去の出演番組
- いば6 気象コーナー（NHK水戸：2015年3月30日 - 2021年3月26日）
- いばっチャオ!（NHK水戸）[5]
- おひるです!だいご（FMだいご：2021年3月7日）[6]
- ニュースウオッチ9（NHK総合：2022年8月1日 ‐ 5日、2023年8月21日 ‐ 22日）[7]
- 気象情報（NHK総合：2024年8月29日 ‐ 30日）[8]